# Nicolas Conte de Roma
Nicholas di Roma (română: Nicolae de Roma, n. 1875, d. 1960) a fost fiul Contelui Petru de Roma (greacă: Peter) și al Prințesei Maria Roma-Vogoridi. Prințul Nicolae a fost botezat în cinstea bunicului său matern Principele Nicolae Vogoride, Regent al Moldovei.
Nicolae de Roma s-a născut la Brăila în Conacul Roma, de pe Moșia Viziru, în anul 1875, fiind al doilea copil al cuplului nobiliar Petru și Maria. La nașterea sa, fratele mai mare, Petru, avea 1 an.
Nicolae urmează cursuri de drept la Universitatea din Paris, iar apoi revenind în țară, devine un cunoscut armator, fiind proprietarul mai multor nave din portul Brăila.
Tatăl său, Petru I de Roma (n. 1831, d. 1914) era descendentul unei vechi familii nobiliare din Zante, Grecia. Strămoșii săi fiind iluștrii Conți de Roma. Petru I de Roma se căsătorește în anul 1872 cu Prințesa Maria Vogoridi( 1851-1931). Au avut împreuna 3 copii: 
- 1.Petru (n. 1874, d. 1947). A fost prozator și Președintele Comunității Elene din Brăila (1939-1940).
- 2.Nicolae (n. 1875, d. 1960)
- 3.George (n. 1877). Căsătorit cu Ana Bogdan în 1912.

Nicolae Roma a avut o relație cu Anica Hristea (Cristea), care a dat naștere unui copil: Stan.
Prințul Nicolae Roma a încetat din viața în anul 1960, la Atena.